# Laplace-Filter
Der Laplace-Filter bzw. diskrete Laplace-Operator ist ein Filter zur Kantendetektion,
der den Laplace-Operator (Summe der beiden reinen zweiten Ableitungen) approximiert:
{\displaystyle \Delta f={\frac {\partial ^{2}f}{\partial x^{2}}}+{\frac {\partial ^{2}f}{\partial y^{2}}}}
Unter einer Kante versteht man nun eine Kurve {\displaystyle {\vec {g}}(t)}, entlang derer der Gradient des Bildes {\displaystyle f} immer in Normalenrichtung zeigt (das heißt eine Isolinie):
{\displaystyle f({\vec {g}}(t))\implies {\frac {df}{dt}}=\nabla f|_{{\vec {g}}(t)}\cdot {\frac {\partial {\vec {g}}}{\partial t}}=0}
Das Vektorfeld {\displaystyle \nabla f} ist also im Bereich der Kante quellenfrei.
Eine Kante kann sich also nur einstellen, falls folgende Gleichung erfüllt ist:
{\displaystyle 0=\nabla \cdot (\nabla f)=\Delta f}
Man sucht also die Nulldurchgänge eines Laplace-gefilterten Bildes. Allerdings ist hierbei zu beachten, dass auch {\displaystyle \Delta f} homogener Flächen gleich null sind. Der Laplace-Filter liefert also nur eine Obermenge der möglichen Kanten.

## Funktionsweise

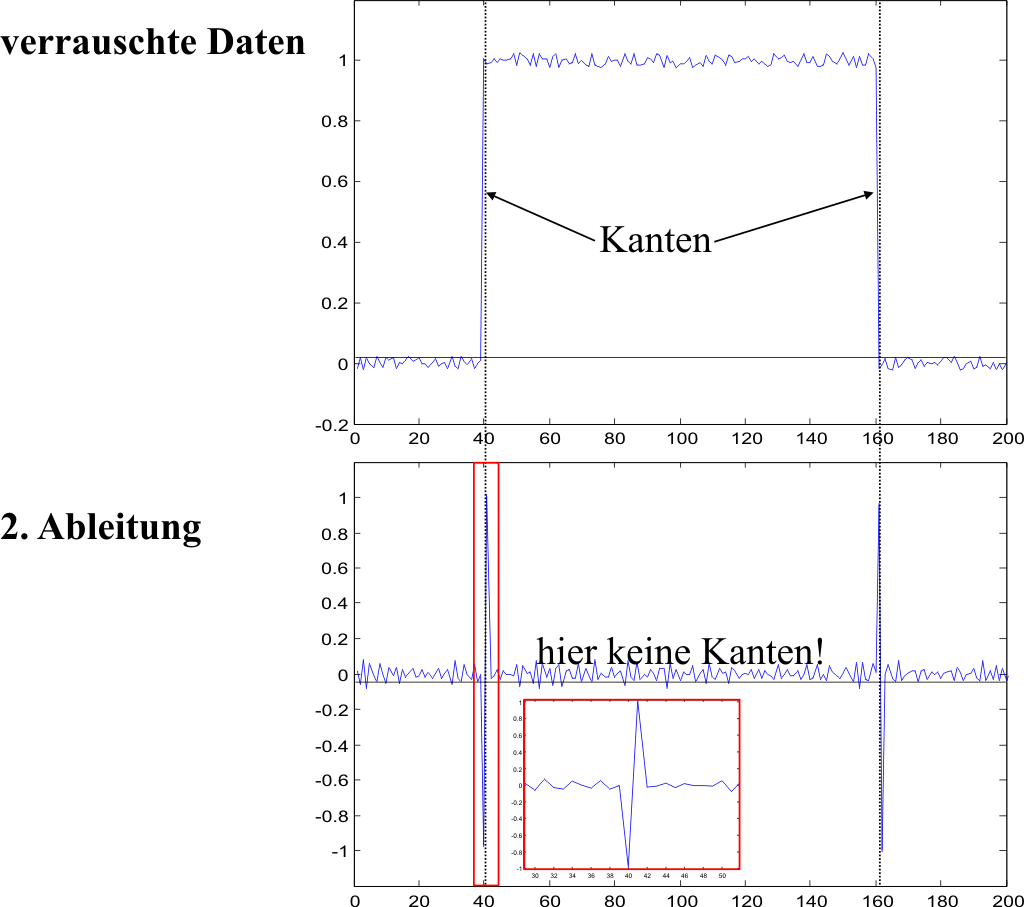
Berechnung der zweiten Ableitung von Kanten in einem verrauschten 1D-Signal

In der nebenstehenden Abbildung ist ein verrauschtes Signal gezeigt, von dem die zweite Ableitung berechnet wurde. Die Kante taucht hier als Nulldurchgang des Signals auf. Auf ein diskretes Signal gn bzw. gnm wird der Laplace-Operator über eine Faltung angewendet. Dabei kann man folgende einfache Faltungsmasken verwenden (siehe Diskreter Laplace-Operator):
1D: {\displaystyle \quad {\vec {D}}_{x}^{2}\;={\begin{bmatrix}1&-2&1\end{bmatrix}}}
2D: {\displaystyle \quad \mathbf {D} _{xy}^{2}={\begin{bmatrix}0&1&0\\1&-4&1\\0&1&0\end{bmatrix}}}
Für das 2D-Filter gibt es noch eine zweite Variante, welche im Unterschied zur oberen Variante zusätzlich auf 45°-Kanten anspricht:
2D: {\displaystyle \quad \mathbf {D} _{xy}^{2}={\begin{bmatrix}1&1&1\\1&-8&1\\1&1&1\end{bmatrix}}}
Diese Faltungsmasken erhält man durch die Diskretisierung der Differenzenquotienten. Am Ende des Artikels sieht man Beispiele für die Anwendung des Laplace-Filters.

## Übertragungsfunktion und Isotropie des Filters

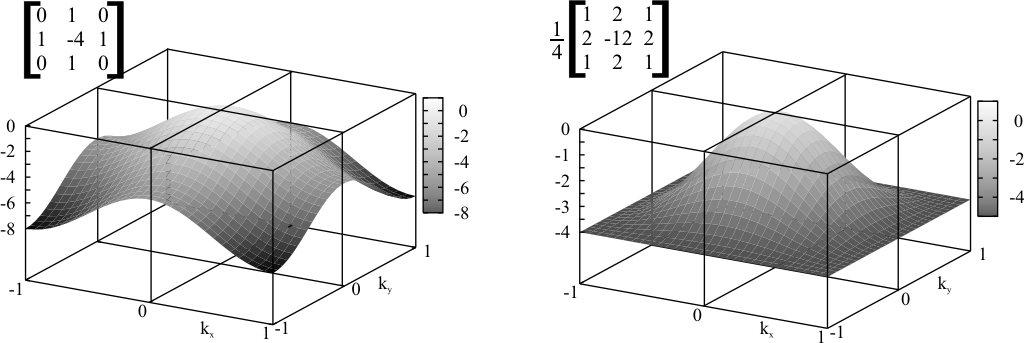
Übertragungsfunktion verschiedener Laplace-Filter

Die Übertragungsfunktion (Fourier-Transformierte) des idealen Laplace-Operators Δ lautet:
{\displaystyle \Delta ={\frac {\partial ^{2}}{\partial x^{2}}}+{\frac {\partial ^{2}}{\partial y^{2}}}\ \ \ \ \circ -\bullet \ \ \ \ -4\pi ^{2}|{\vec {k}}|^{2}}
Ein diskretisierter Laplace-Operator muss diese parabolische Übertragungsfunktion möglichst gut approximieren.
Die Abbildung rechts zeigt die Übertragungsfunktion des ersten 2D-Laplace-Filters. Man sieht deutlich die Anisotropie und den Hochpass-Charakter der Übertragungsfunktion. Als Formel lautet sie:
{\displaystyle {\hat {l}}({\vec {k}})=-4\sin ^{2}(\pi k_{x}/2)-4\sin ^{2}(\pi k_{y}/2)}
Sie zeigt um {\displaystyle {\vec {k}}=0} Ähnlichkeit zur idealen Übertragungsfunktion des Laplace-Operators.
Man kommt zu einer isotroperen Approximation des Laplace-Operator, wenn man eine etwas andere Darstellung des Laplace-Filters wählt:
{\displaystyle 4({\mathcal {B}}^{2}-{\mathcal {I}})={\frac {1}{4}}{\begin{bmatrix}1&2&1\\2&-12&2\\1&2&1\end{bmatrix}}}
Dabei ist {\displaystyle {\mathcal {B}}^{2}} der 3×3-Binomialfilter (Glättungsfilter) und {\displaystyle {\mathcal {I}}} ein „Einheits-Filter“/δ-Puls, der das Bild auf sich selbst abbildet (Die Punktantwort ist überall null, bis auf das zentrale Pixel. Dort ist sie 1). Die Übertragungsfunktion dieses Filters lautet:
{\displaystyle {\hat {l}}({\vec {k}})=-4\cos ^{2}(\pi k_{x}/2)\cdot \cos ^{2}(\pi k_{y}/2)-4}
Diese Übertragungsfunktion ist ebenfalls in der Abbildung rechts enthalten. Es zeigt sich, dass sie wesentlich isotroper ist als die erste Version.

## Beispielbilder

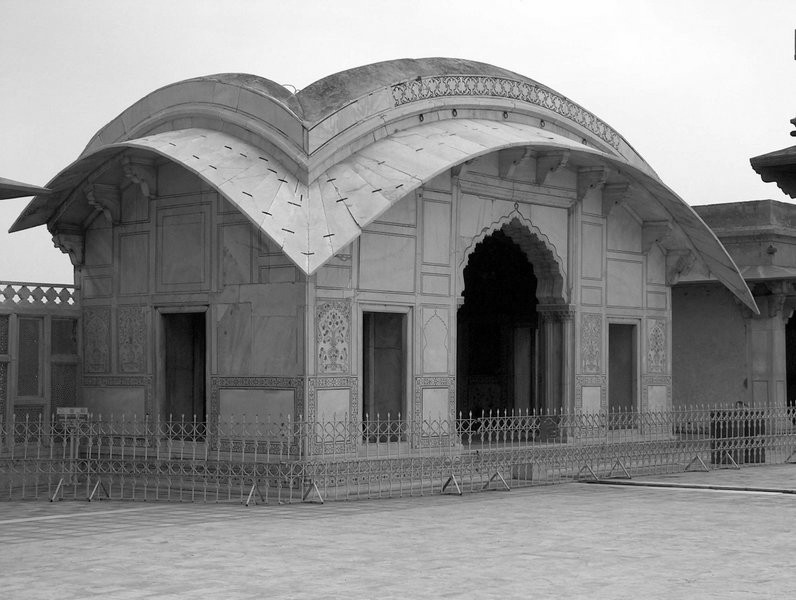
Originalbild
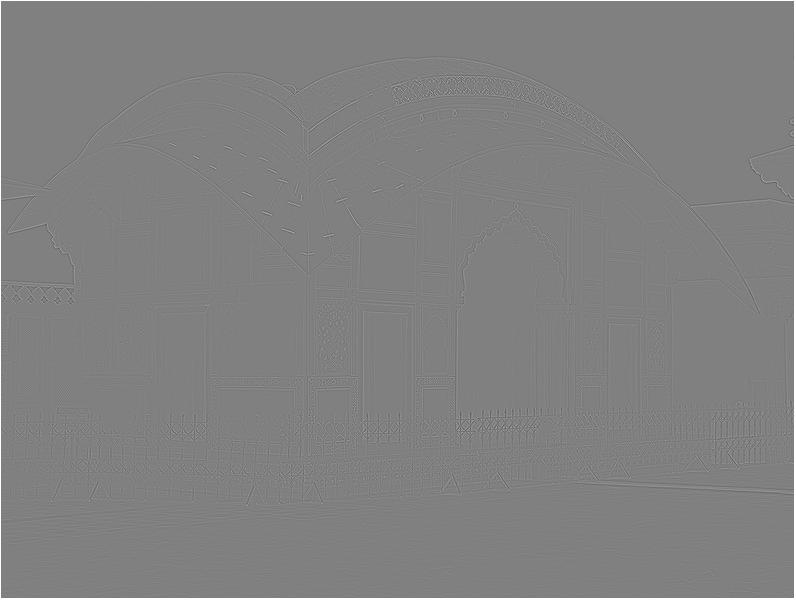
Bild gefiltert mit der einfachsten Filtermaske (Anklicken zum Vergrößern)
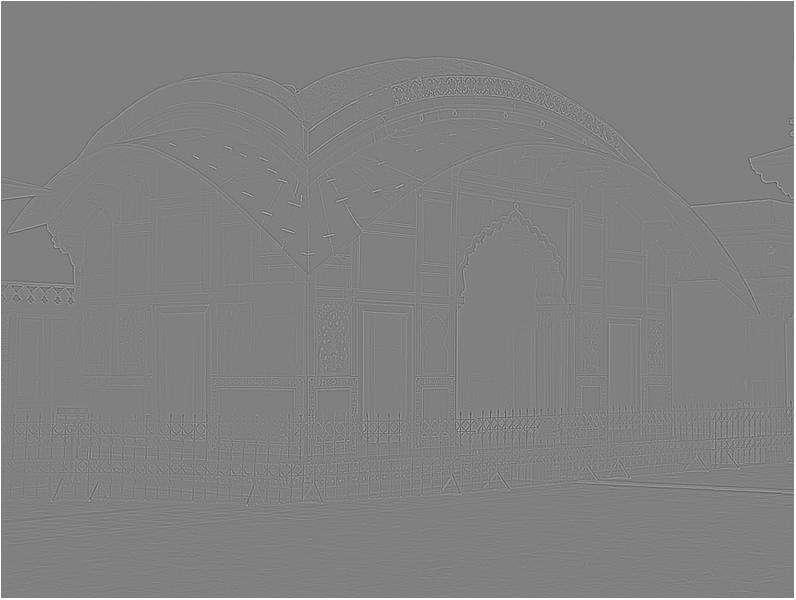
Bild gefiltert mit der zweiten Filtermaske (Anklicken zum Vergrößern)

## Software
Der Laplace-Filter kann mit dem Grafikprogramm GIMP über die Menüaufrufe Filter → Kanten finden → Kanten ausgeführt werden. In den freien Bildverarbeitungsbibliotheken Scikit-image und OpenCV ist er ebenfalls implementiert.